# Mistrzostwa Ukrainy w piłce nożnej (2005/2006)
Mistrzostwa Ukrainy w piłce nożnej – sezon 2005/2006 – XV Mistrzostwa Ukrainy, rozgrywane systemem jesień – wiosna, w których 16 zespołów Wyszczej Lihi walczyli o tytuł Mistrza Ukrainy. Dublerzy występowali w osobnym turnieju. Persza Liha składała się z 18 zespołów. Druha Liha w grupie A liczyła 16 zespołów, w grupie B – 15 zespołów, a w grupie W – 13 zespołów.
- Mistrz Ukrainy: Szachtar Donieck
- Wicemistrz Ukrainy: Dynamo Kijów
- Zdobywca Pucharu Ukrainy: Dynamo Kijów
- Zdobywca Superpucharu Ukrainy: Dynamo Kijów
- start w eliminacjach Ligi Mistrzów: Szachtar Donieck, Dynamo Kijów
- start w Pucharze UEFA: Czornomoreć Odessa, Metałurh Donieck
- start w Pucharze Intertoto: Dnipro Dniepropietrowsk
- awans do Wyszczej Lihi: Zoria Ługańsk, Karpaty Lwów
- spadek z Wyszczej Lihi: Wołyń Łuck, Zakarpattia Użhorod
- awans do Pierwszej Lihi: Desna Czernihów, MFK Mikołajów, FK Ołeksandrija, Dnipro Czerkasy
- spadek z Pierwszej Lihi: FK Berszad
- awans do Druhiej Lihi: Feniks-Iliczowiec Kalinine, Łokomotyw Dworiczna
- spadek z Druhiej Lihi: Sokił Brzeżany, MFK Oleksandria, FK Charków-2